# Peritrichia nuda
Peritrichia nuda är en skalbaggsart som beskrevs av Schein 1959. Peritrichia nuda ingår i släktet Peritrichia och familjen Melolonthidae. Inga underarter finns listade i Catalogue of Life.